# 加布里埃拉·冯·哈布斯堡

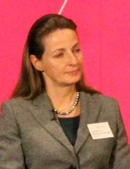
加布里埃拉·冯·哈布斯堡

加布里埃拉·冯·哈布斯堡（1956年10月14日—），生于卢森堡，奥匈帝国加布里埃拉大公，奧匈帝國最後一位皇儲奥托·冯·哈布斯堡四女儿。

## 生平
加布里埃拉·冯·哈布斯堡出生于卢森堡市，是奥托·冯·哈布斯堡和萨克森 - 迈宁根里贾纳公主的四女儿。她于1978-1982年学习于慕尼黑路德维格·马克西米连大学。